# Stéphane Bonnes
Stéphane Bonnes (* 26. Februar 1978 in Mülhausen) ist ein ehemaliger französischer Fußballspieler auf der Position des Stürmers.

## Karriere
Stéphane Bonnes wurde in Mülhausen im Elsass geboren. Er begann seine Karriere in seiner Geburtsstadt beim FC Mulhouse. Am 31. Mai 1995 gab Bonnes sein Debüt in der ersten Mannschaft in der Ligue 2 gegen Amiens nachdem er für Frédéric Garny eingewechselt wurde. Sein nächstes Spiel für den Verein absolvierte der Stürmer erst im Januar 1997 gegen SAS Épinal. In seinem dritten Ligaspiel für den Verein im Mai 1997 gelang ihm bei einer 3:4-Niederlage gegen den FC Gueugnon sein erstes Tor. Im November des gleichen Jahres absolvierte Bonnes gegen Sporting Club de Toulon sein letztes Spiel für seinen Heimatverein.
Bonnes wurde am 29. Juli 1999 von Celtic Glasgow aus Schottland verpflichtet. Er bestritt in den folgenden vier Jahren kein einziges Spiel der ersten Mannschaft und kam vorwiegend in der Reservemannschaft zum Einsatz. Als sein Vertrag bei Celtic ausgelaufen war, wechselte er innerhalb von Schottland zu Partick Thistle. Er absolvierte für den ebenfalls aus Glasgow beheimateten Verein in der 2003/04 insgesamt 20 Erstligaspiele und erzielte ein Tor gegen den Kilmarnock. Nachdem Partick als Tabellenletzter abgestiegen war, kehrte Bonnes nach Frankreich zurück und beendete seine Karriere 2006 beim FC Saint-Louis Neuweg.